# Теракт на заводі Міцубісі
35°40′48″ пн. ш. 139°45′47″ сх. д. / 35.68002778° пн. ш. 139.76302778° сх. д.
Теракт на заводі Міцубісі — теракт 1974 року організатором якого був антияпонський збройний фронт Східної Азії. В результаті вибуху загинуло 6 людей, 376 поранено.

## Події
Теракт був акцією підтримки Північного Вєтнаму проти США. Члени групи Вовк заклали дві саморобні бомби сповільненої дії масою 45 кілограм у квітковий горщик на вході офісу.
EAAJAF надіслав телефонне попередження людям всередині будівлі за вісім хвилин до вибуху і вимагав негайної евакуації, проте вона була прийнята як жарт. Через чотири хвилини з'явилося інше попередження але телефонна станція як і раніше не сприйняла це серйозно. Одна з бомб вибухнула о 12:45 за токійським часом тоді як інша так і не підірвалась. Вісім людей загинули: п'ять миттєво (в тому числі два співробітники Mitsubishi), ще троє померли після госпіталізації незабаром. За оцінками в результаті вибуху постраждали 376 осіб, з яких близько 330 чоловік були доставлені в лікарню.
Вибух підірвав все скло офісного блоку висотою одинадцять поверхів та скло будівель навпроти, в якому знаходилася штаб-квартира Mitsubishi Electric, і було почуте на Сіндзюці що знаходиться більш ніж за 5 кілометрів.
Транспортні засоби та деякі дерева на вулицях також було знищено.